# Siddington (Gloucestershire)
Siddington è un villaggio dell'Inghilterra, appartenente alla contea del Gloucestershire.